# Фернандо Песоа
Фернандо Песоа (13. јун 1888, Лисабон — 30. новембар 1935, Лисабон) био је португалски песник, есејиста, астролог и преводилац. Сматра се највећим песником португалске књижевности двадесетог века и једним од најзнаменитијих и најоригиналнијих писаца светске књижевности. Поред португалског стварао је и на енглеском језику.
Песоа је већи део живота провео у родном граду Лисабону, где је радио, попут Кафке и Кавафија, као чиновник, кореспондент у трговачким пословима. Тај чиновнички живот, по речима самог песника, био је лажан: онај где нас на крају стрпају у неки сандук. Прави Песоин живот, односно његови животи, одвијали су се у сну, у поезији. Активно је учествовао у модернистичким токовима трансформације португалске књижевности, објављујући поезију, књижевну критику и уређујући часописе. Показивао је интересовање према окултизму и езотерији. Славу је стекао након смрти и највећи део његовог стваралаштва штампан је постхумно.
Његова поезија је позната по томе што је, пишући стихове, створио читав низ алтернативних песничких личности и писао читаве збирке поезије у њихово име, или тачније, под њиховим именима. Те сложене псеудониме називао је хетеронимима и процењује се да их је створио преко 80. Међу њима се посебно издвајају Алберто Каејро, Алваро де Кампуш и Рикардо Реиш. Песоа је дао свој тројици различите биографске податке, карактере, физиономију, а у посебним случајевима и смрт. Дозволио је да сваки од њих буде независан од њега у тој мери да се придружио Кампушу и Реишу, који су Каејра прогласили за свог учитеља или поетског претка. Мексички песник Октавио Паз, један од Песоиних поборника, у свом есеју је сажето описао ову четвороструку песничку личност: Каејро је сунце у чијој се орбити окрећу Реиш. Кампуш и Песоа. У сваком од њих постоје честице негације или нереалног. Реиш верује у форму, Кампуш у духовни свет, Песоа у симболе. Каејро не верује ни у шта. Он просто постоји. На пољу прозе Песоа је најпознатији по „Књизи неспокоја”.

## Биографија

### Детињство
Фернандо Песоа је рођен 13. јуна 1888. у Лисабону. Његов отац Жоаким де Сеабра Песоа, чиновник и музички критичар, умро је од туберкулозе 13. јула 1893, када је будућем песнику било пет година. Шест месеци касније од исте болести умро је и његов брат Жорже. Песоина мајка, Марија Мадалена, поново се удала 1895. за Жоаоа Мигуела дос Сантос Розаа, португалског амбасадора у Дурбану. Следеће године је Песоа заједно са мајком отпловио код очуха у Јужноафричку Републику, где ће остати наредних десет година. Тамо се школовао у католичкој школи, којом су руководиле ирске и француске монахиње. У средњу школу је кренуо априла 1899, где је научио енглески и развио љубав према англофоној књижевности. У години у којој се припремао за полазак на универзитет, похађао је и вечерњу вишу пословну школу.
Песоа је још као дете почео да пише. Такође, врло је рано почео да осмишљава књижевне личности, чијим ће именима потписивати своја дела. Први познати хетероним, који је смислио док је још био дете, био је Шевалије де Па, наводни француски племић. У тинејџерским годинама писао је приче на енглеском, од којих су многе остале недовршене. Неке од њих је потписао именом Дејвид Мерик. Када је имао шеснаест година, часопис The Natal Mercury (6. јул 1904) му је објавио песму Hillier did first usurp the realms of rhyme... заједно са уводним текстом Читам са великим задовољством.... Те текстове је потписао псеудонимом Чарлс Роберт Анон. У децембру 1906. дурбански средњошколски часопис му је објавио есеј Маколи. Од фебруара до јуна 1905. у одељку Човек на месецу у часопису The Natal Mercury, објавио је најмање четири сонета: Џозеф Чамберлајн, За Енглеску I, За Енглеску II и Слобода. Поред ових имена, млади писац је потписивао радове током овог периода и именима Хорас Џејмс Фабер, Александар Серч и другим.

### Младост
Десет година након доласка у Јужноафричку Републику седамнаестогодишњи Песоа се вратио у Лисабон 1905. не би ли студирао дипломатију. Међутим, лоше здравствено стање, неуспешни резултати на факултету и студентски штрајк против диктатуре премијера Жоаоа Франка, ставили су тачку на његово школовање након две године. Песоа је наставио да се сам образује, учећи у библиотеци. Почео је да ради у августу 1907. као чиновник у америчкој трговачкој обавештајној агенцији. Његова баба је умрла у септембру исте године, оставивши му мању своту новца у наслеђе. Добијени новац је утрошио у оснивање издавачке куће Empreza Ibis. Издавачка кућа није била успешна, те је затворена 1910, али је симбол ибиса, свете птице древних египћана и ствараоца алфабета по грчкој митологији, остао важан у његовом стваралаштву.
Брат његовог очуха, Енрике дос Сантос Роза, пензионисано војно лице и песник, упознао је младог Песоу са поругалском поезијом; пре свега са романтичарским и симболистичким песницима 19. века. Заједно са групом уметника, међу којима су били и Марио де Са-Карнеиро и Алмада Негреирос, покренуо је часопис Орфеј. Иако се данас сматра часописом који је увео модернизам у поругалску књижевност, Орфеј се угасио после два броја, јер издавачи нису могли да обезбеде финансијска средства. У часопису је изашло и неколико песама под Песоиним хетеронимом Алваро де Кампуш. Песоа је покренуо и часопис Атина (1924–25), у којем је објављивао под хетеронимима Алберта Каејра и Рихарда Реиша. Поред ова два покушаја да покрене сопствени часопис, португалски песник је током живота писао као сарадник у више од десет различитих магазина.

### Књижевна активност
Током Првог светског рата Песоа се писмено обратио неколицини британских књижевних издавача са надом да ће успети да обезбеди штампање песничке збирке на енглеском језику Бесни виолиниста (The Mad Fiddler). Упркос напорима то му није пошло за руком, али је угледни књижевни часопис Athenaeum објавио једну песму из збирке. Сама збирка ће бити објављена постхумно. Након овог неуспеха у Лисабону је 1918. објавио две књижице са стиховима на енглеском језику: збирку 35 сонета и поему Антиној, у којој је опевао хомосексуалну љубав између римског цара Хадријана и Антиноја. Заједно са својим пријатељима основао је издавачку кућу Олисипо, у којој је 1921. објавио своје две збирке на енглеском језику: Песме на енгелском I–II и Песме на енглеском III. У овој издавачкој кући објавио је и неколико књига својих пријатеља — Проналазак ведрог дана (A Invenção do Dia Claro) Жозеа де Алмаде Негреироса, Песме (Canções) Антонија Ботоа и Обоготворена Содома (Sodoma Divinizada) Раула Леала. Пошто Бото и Леал нису скривали сопствену хомосексуалност и о њој су отворено певали у својим песмама, издавачка кућа се нашла на удару конзервативних струја, те је влада забранила обе књиге. Песоа је написао неколико текстова у њихову одбрану.

### Смрт
Песоа је умро 30. новембра 1935, у својој 47 години. За живота објавио је четири књиге поезије на енглеском и једну на португалском језику. Већина његових дела штампано је постхумно. Његова необјављена заоставштина нађена је у дрвеном сандуку, где је лежало похрањено 25.574 листа неуређеног рукописа и текстова куцаних писаћом машином. Ови текстови се од 1988. чувају у Народној библиотеци Португалије. Педесет година након смрти, 1985, Песоини земни остаци су измештени у Јеронимски манастир, где су сахрањени и други знаменити Португалци.

## Приватни живот
О Песоином интимном животу се мање зна. Једина девојка за коју биографи са сигурношћу знају да ју је Песоа волео била је Офелија Кеироз, деветнаестогодишња секретарица, која је радила у истом предузећу, где је тридесетједногодишњи Песоа радио као преводилац. Сачувана је њихова преписка. Песоа се никад није женио.

## Окултизам и астрологија
Песоа је гајио страствено интересовање према спиритизму, окултизму и езотерији. Први додир са спиритизмом имао је између 1912. и 1914. године, док је живео код породице своје тетке Анике, са којом је изван куће учествовао у спиритистичким сеансама. Песоино интересовање према призивању духова се појачало у другој половини 1915, док је радио на преводима књига из теозофије. Следеће године је постао спиритуалистички медијум, те је тврдио да каналише различите духове кроз аутоматско писање. О овим иксуствима детаљније се сазнаје из Песоиног писма написаног 24. јуна 1916. својој тетки Аники, која је тада живела у Швајцарској са ћерком и зетом. У њему Песоа тврди да је поред аутоматског писања имао и астралне и етеричне визије и да је био у стању да види магнетне ауре. Осећао је више радозналост него страх и тражио је од своје тетке дискретност, пошто би му јавно причање о томе донело више проблема него предности. Такође, наводно је Песоа у више наврата, док се посматрао у огледалу, уместо свог одраза видео четири различите особе, односно, четири своја хетеронима.
Фернандо Песоа је, такође, био и астролог. Сачинио је више од 1.500 астролошких наталних карти познатих историјских личности. Начинио је и проучавао наталне карте: Шекспира, Бајрона, Оскара Вајлда, Шопена, Робеспјера, Наполеона, Мусолинија, Вилхелма II, Леополда II и др. Песоа је осмислио 1915. хетероним астролога под именом Рафаел Балдаја. Под овим именом планирао је да напише Астролошки систем и Увод у проучавање окултизма. Своје астролошке услуге наплаћивао је између 500 и 5.000 реиса. Осим клијентима, пријатељима и самом себи, Песоа је проучавао и хороскоп својих хетеронима.
Поред астрологије и спиритизма, Песоа се интересовао за харметизам, окултизам, езотерију, теозофију, ројзенкројцере, масонерију и неопаганизам. Дописивао се са британским окултистоим Алистером Кроулијем, са којим се сурео у Португалу 1930, када му је помагао у извршењу лажног самоубиства за јавност. Такође, превео је његову песму Химна Пану, а у личној библиотеци је поседовао Кроулијеву књигу Магија у теорији и пракси. Песоа је у више наврата писао о Кроулијевом учењу телема.

## Политички ставови
Песоа је своја политичка убеђења описао синтагмом „мистички националиста”. Иако је гајио симпатије према монархистичком уређењу, био је противник обнављања монархизма у Португалији. Био је елитиста и супростављао се популистичким покретима попут комунизма, фашизма, социјализма, али и католицизма.. Подржао је војни пуч 1917. и 1926. Написао је памфлет 1928. у коме је подржао војну диктатуру, али је 1933. са оснивањем Нове Државе начинио отклон од власти и почео је јавно да критикује Салазара и генерално фашизам. Салазаров режим га је забранио 1935. након што је написао памфлет у одбрану масонерије.

## На српском језику
- Поезија, „Веселин Маслеша“, Сарајево 1986. (превод Мирко Томасовић)
- Познати странац: песме Алвара де Кампуша, Paideia, Београд 1996. (превод Јасмина Нешковић)
- Вечити календар: песме Алберта Каејра и Рикарда Реиша, Paideia, Београд 1999. (превод Јасмина Нешковић)
- Лука на пучини: поеме Алвада де Кампуша, Paideia, Београд 2001. (превод Јасмина Нешковић)
- Антиној = Antinous, Ренде, Београд 2004. (препев Миодраг Којадиновић)
- Банкар анархиста, Службени гласник, Београд 2011. (превод Татјана Манојловић)
- Хетероними : изабрана проза : есеји, записи, манифести, дијалози, писма, одломци, нацрти, Службени гласник, Београд 2013. (превод Нада Узелац)
- Изабране песме Алвара де Кампуша, Чигоја штампа, Београд 2016. (превод Јелена Жугић)
- Књига неспокоја, Дерета, Београд 2017. (превод Весна Стаменковић)
- Мој Лисабон, NoRules Publishing, Београд 2020. (превод Владимир Живановић)